# Diocèse des Deux-Sèvres
Cet article court présente un sujet plus développé dans : Archidiocèse de Poitiers.
Le diocèse des Deux-Sèvres est un ancien diocèse de l'Église constitutionnelle en France. Créé par la constitution civile du clergé de 1790, il est supprimé à la suite du concordat de 1801. Il couvrait le département des Deux-Sèvres. Le siège épiscopal était l'abbaye de Saint-Maixent.
Le siège fut pourvu de trois évêques constitutionnels successifs:
- Jacques Jallet, élu le 29 octobre 1790 refuse le 23 février 1791
- Charles Prieur (†  1837), élu le 13 mars 1791 se ravise et démissionne.
- Jean-Joseph Mestadier élu le 9 mai 1791 se démet en 1801.